# Jarim-Lim III
Jarim-Lim III – słabo znany amorycki król syryjskiego państwa Jamhad, panujący w 2 połowie XVIII wieku p.n.e., syn Nikmepy, brat Irkabtum, ojciec Hammurapi II.